# Lactantius

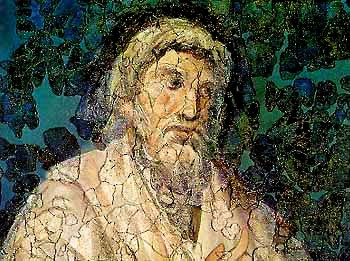
Wandmalerei aus dem vierten Jahrhundert

Lucius Caecilius Firmianus Lactantius (Firmianus, qui et Lactantius, so der Name bei Hieronymus, De viris illustribus 80; dt. Namensform meist Laktanz; * um 250; † wohl um 325) war ein aus der römischen Provinz Africa stammender lateinischer Rhetoriklehrer und christlicher Apologet. Er wird zu den Kirchenvätern gezählt.

## Leben
Lactantius war von berberischer, nichtchristlicher Herkunft. In Sicca Veneria wurde er Schüler von Arnobius dem Älteren.
Lactantius hatte zunächst eine erfolgreiche öffentliche Karriere. Der römische Kaiser Diokletian berief ihn als offiziellen Rhetor nach Nikomedia; die Reise aus Africa wird in seinem nicht erhaltenen Gedicht Hodoeporicum beschrieben. Dort machte er die Bekanntschaft des Statthalters und Polemikers Sossianus Hierokles, des Philosophen Porphyrios sowie der späteren Kaiser Konstantin und Galerius. Nach seinem Übertritt zum Christentum kündigte er seine Stelle, kurz vor der Veröffentlichung von Diokletians erstem „Edikt gegen die Christen“ vom 24. Februar 303, mit dem die Christenverfolgung unter Diokletian eingeleitet wurde.
Als lateinischer Rhetor in einer griechischen Stadt lebte er daraufhin, gemäß Hieronymus, in Armut und verdiente kärglich von seinen Schriften, bis Konstantin sein Mäzen wurde. Wegen der Christenverfolgungen musste er Nikomedia verlassen und wurde dann in fortgeschrittenem Alter von Kaiser Konstantin zum Lehrer von dessen Sohn Crispus ernannt. Im Jahre 317 folgte Lactantius Crispus nach Augusta Treverorum (Trier); das Datum und die Umstände seines Todes sind unbekannt.

## Werk
Laktanz ist einer der bekanntesten Apologeten (Verteidiger) des frühen Christentums, das heißt, er verteidigte mit seinen Schriften das Christentum gegen die heidnische Kritik seiner Umwelt. Das Latein des auch als Rhetoriklehrer tätigen Laktanz galt als so gut, dass ihn Pico della Mirandola als „christlichen Cicero“ (Cicero christianus) bezeichnete. Allerdings äußerten Autoren wie Hieronymus Zweifel am Inhalt seiner Theologie wie zum Beispiel an seinen Ansichten zur Natur Jesu. Laktanz lehnte die pagane Literatur nicht ab, sondern benutzte sie recht ausgiebig und sah in seiner stilistischen Gewandtheit ein gutes Mittel, christliches Gedankengut eingängig zu vermitteln. Theologisch vertrat Laktanz ein eschatologisches und ein dualistisches Weltbild.
Sein wichtigstes Werk sind die „Göttlichen Unterweisungen“ (Institutiones Divinae), die zu apologetischen Zwecken eine umfassende Darstellung und Kritik antiker Philosophie, Mythologie etc. aus christlicher Sicht entfalten. Im Mittelalter ungleich bekannter war aber seine kleine Schrift De mortibus persecutorum („Von den Todesarten der Verfolger“), in der er die Lebens- und vor allem Leidens- und Todesgeschichten von zehn römischen Kaisern erzählt, die sich nach der Überlieferung in den Christenverfolgungen im Römischen Reich besonders hervorgetan hatten. Das Werk gilt als stark propagandistisch gefärbt, die jeweiligen Herrscher werden in denkbar schlechtestem Licht präsentiert. Dennoch wird das Werk mangels anderer Quellen für die Geschichtsbetrachtung der Zeit Diokletians herangezogen. Darin findet sich auch eine der Versionen der Vision Konstantins (De mortibus persecutorum 44,1–9). Ein vollständiges Manuskript wurde erst 1678 in der französischen Abtei Saint Pierre de Moissac entdeckt.
Mit dem Übel oder Bösen setzte er sich eingehend auseinander, so stellte er folgende Fragen und entwickelte mögliche Alternativen: Entweder will Gott die Übel beseitigen und kann es nicht: Dann wäre Gott schwach, was auf ihn nicht zuträfe, oder er könne es und wolle es nicht: Dann wäre Gott missgünstig, was ihm fremd sei. Oder er wolle es nicht und könne es nicht: Dann sei er schwach und missgünstig zugleich, also nicht Gott. Oder er wolle es und könne es, was allein für Gott ziemte, dann fragte er weiter: Woher kommen dann die Übel und warum nimmt er sie nicht hinweg?
Vides ergo magis propter mala opus esse sapientia: quae nisi fuissent proposita,rationale animal non essemus. „Du siehst also, dass wir die Weisheit vor allem wegen des Bösen benötigen. Wenn dieses nicht vorhanden wäre, wären wir keine vernünftigen Lebewesen.“ Nach Lactantius dienen die Übel der Erkenntnis des Guten, offen bleibt die Frage, warum Gott den Gegensatz von Gut und Übel geschaffen habe.

## Nachwirkung
Laktanz lehnte die Kugelgestalt der Erde ab, was nur wenige Gebildete in der Zeit von der Spätantike bis zur Renaissance taten. Für ihn stand die daraus folgende Möglichkeit der Existenz von Antipoden, also Menschen auf der unten liegenden Südhalbkugel, im Widerspruch zu Aussagen der Bibel (zum Beispiel Röm 10,18 ). Der Kirchenvater Augustinus von Hippo schloss sich der Ablehnung der Antipoden an, auch wenn er die Kugelgestalt der Erde für möglich hielt. In De genesi ad litteram ermahnte Augustinus die christlichen Prediger, bewiesenen Aussagen der heidnischen Philosophen über den Kosmos keine unsinnigen, aus wörtlicher Auslegung der Schrift abgeleiteten Annahmen gegenüberzustellen. 748 bezichtigte Bonifatius, bezugnehmend auf Laktanz, Virgil von Salzburg bei Papst Zacharias der Häresie, da er einen gesonderten Erlöser für die Antipoden in Betracht zog. An diesen Brief erinnerten Philosophen wie Blaise Pascal und René Descartes die Kirche, als sie das heliozentrische System auf Grund von Bibelstellen ablehnten.

## Werke

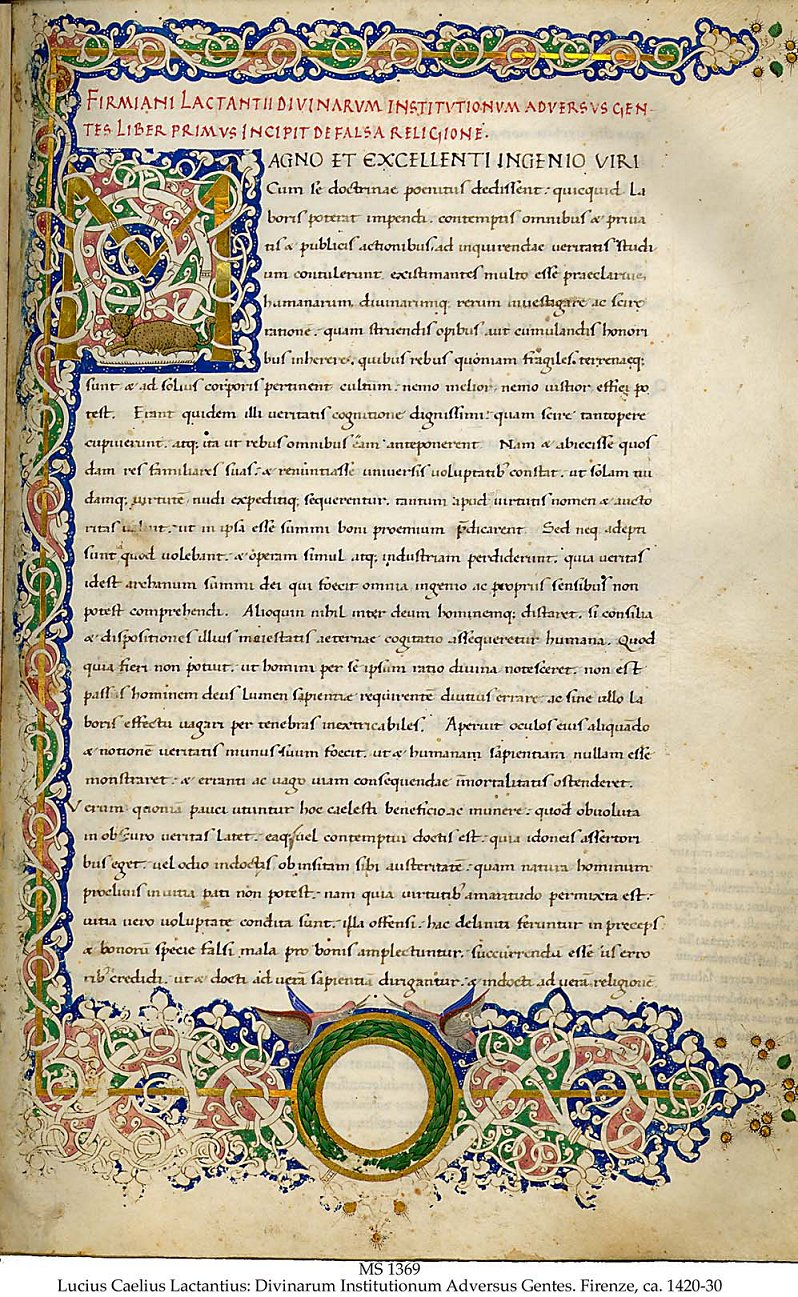
Anfang der Divinae institutiones in einer Renaissance-Prachthandschrift (Florenz, um 1425)

- De opificio Dei („Über das Schöpfungswerk Gottes“)
- Divinae institutiones („Göttliche Unterweisungen“). Umfasst sieben Bücher, diese sind:
  - De falsa Religione („Über die falsche Religion“)
  - De origine erroris („Über den Ursprung des Irrtums“)
  - De falsa sapientia („Von der falschen Weisheit“)
  - De vera sapientia et religione („Über die wahre Weisheit und Religion“)
  - De justitia („Über die Gerechtigkeit“)
  - De vero cultu („Von der wahren Verehrung“)
  - De vita beata („Über das selige Leben“)
- Epitome divinarum institutionum (Auszug aus den „Göttliche Unterweisungen“)
- De mortibus persecutorum („Von den Todesarten der Verfolger“)
- De ave Phoenice („Über den Vogel Phönix“)
- De ira Dei („Vom Zorn Gottes“)

## Ausgaben/Übersetzungen
Divinae institutiones
- Lucius Caelius Firmianus genannt Lactantius, Göttliche Unterweisungen in Kurzform. Eingeleitet, übersetzt und erläutert von Eberhard Heck und Gudrun Schickler. K. G. Saur, München und Leipzig 2001, ISBN 3-598-73006-3.
- Lactantius, Divinarum institutionum libri septem. Herausgegeben von Eberhard Heck und Antonie Wlosok (Bibliotheca Teubneriana). 4 Bände. K. G. Saur (Band 1) und Walter de Gruyter (Band 2–4), München/Leipzig (Band 1) und Berlin (Band 2–4) 2005–2011, ISBN 3-598-71265-0 (Band 1), ISBN 978-3-11-019506-4 (Band 2), ISBN 978-3-11-021466-6 (Band 3) und ISBN 978-3-11-022467-2 (Band 4) (kritische Ausgabe ohne Übersetzung).
- Stefan Freund, Wolfram Schröttel, Wolfram Winger: Laktanz, Divinae institutiones. Einleitung, Text, Übersetzung und Anmerkungen (= Litterae Christianorum. Bibliothek der frühchristlichen lateinischen Literatur. Band 1). 2 Teilbände, Franz Steiner, Stuttgart 2025, ISBN 978-3-515-13253-4 (Open Access).

De mortibus persecutorum
- Laktanz, De mortibus persecutorum – Die Todesarten der Verfolger. Latein/deutsch, übersetzt und eingeleitet von Alfons Städele (= Fontes Christiani. Band 43). Brepols, Turnhout 2003.

De ira Dei
- Laktanz, De ira Dei liber. Herausgegeben und eingeleitet von Heinrich Kraft und Antonie Wlosok. Wissenschaftliche Buchgesellschaft, Darmstadt 1971, ISBN 3-534-06044-X.